# Казадаев, Пётр Александрович
Пётр Александрович Казадаев (Козодаев) (1801—1885) — русский военный, генерал-майор.

## Биография
Родился 18 (30) сентября 1801 года. Отец — Казадаев, Александр Васильевич, брат — Казадаев, Владимир Александрович, мать — Надежда Петровна Казадаева, урождённая Резвая (14 апреля 1775 года — 28 августа 1828 года). Казадаевы — дальние родственники М. И. Глинки (П. А. Казадаев был троюродным братом композитора).
Офицером служил с 1821 года по армейской кавалерии.
Полковник с 1834 года, генерал-майор — с 8 (20) сентября 1843 года.
Участник польской кампании 1830—1831 годов.
В 1834—1836 годах командовал 4-й батареей лейб-гвардии Конной артиллерии. На 1839 год — командир Украинского уланского полка.
В 1854 году, с началом Крымской войны, Казадаев был назначен заведующим ополчением Оренбургской губернии. На службе находился вплоть до 1856 года. Парижский знакомый И. С. Тургенева. Являлся членом совета созданных в 1872 году богадельни и приюта гвардейской артиллерии.
Был женат на Елизавете Николаевне, урождённой Елагиной (21 ноября 1810 года — 24 марта 1884 года).
Умер 8 августа (по другим данным 8 февраля) 1885 года в Санкт-Петербурге. Похоронен рядом с женой на Фарфоровском кладбище.

## Награды
- Награждён орденом Св. Георгия 4-й степени (№ 8355; 26 ноября 1850)[10] по выслуге лет.
- Также награждён другими орденами Российской империи.